# Xanthomantis bimaculata
Xanthomantis bimaculata är en bönsyrseart som beskrevs av Wang 1993. Xanthomantis bimaculata ingår i släktet Xanthomantis och familjen Iridopterygidae. Inga underarter finns listade i Catalogue of Life.